# Kilpelänvaara
Kilpelänvaara este o arie protejată (arie specială de conservare — SAC, sit de importanță comunitară — SCI) din Finlanda întinsă pe o suprafață de 28 ha, integral pe uscat.

## Localizare
Centrul sitului Kilpelänvaara este situat la coordonatele 64°00′09″N 30°19′13″E / 64.0025°N 30.3203°E.

## Înființare
Situl Kilpelänvaara a fost declarat sit de importanță comunitară în iunie 2005 pentru a proteja 1 specie de plante. Situl a fost protejat și ca arie specială de conservare în aprilie 2015.

## Biodiversitate
Situată în ecoregiunea boreală, aria protejată conține 2 habitate naturale: Taiga vestică, Mlaștini împădurite.
La baza desemnării sitului se află o specie protejată de  plante: Cephalozia macounii.